# Lübben (Spreewald) (stacja kolejowa)
Lübben (Spreewald) – Lubin (Błota) – stacja kolejowa w Lubinie, w kraju związkowym Brandenburgia, w Niemczech. Znajdują się tu dwa perony. Na stacji znajdują się szyldy z nazwą miejscowości w dwóch językach – niemieckim (Lübben (Spreewald)) oraz dolnołużyckim (Lubin (Błota)).
| Lübben (Spreewald)-Lubin (Błota)        |  |       |
| Linia 6142 Berlin – Görlitz (74,600 km) |  |       |
| Lubolz                                  |  | Ragow |